# Бурна-Буріаш I
Бурна-Буріаш I (д/н — бл. 1510 до н. е.) — цар Вавилону близько 1571/1564—1500 до н. е.

## Життєпис
Походив з Каситської (III Вавилонської) династії. Ймовірно, син або онук царя Агума II. Ймовірно, сів на трон дитиною або юнаком. Про нього вкрай обмежені відомості. Можливо, посів трон наприкінці правління ашшурського царя Ішме-Дагана II. Час правління Бурна-Буріаша характеризується зміцнення влади каситів у Вавилоні.
Бурна-Буріаш I згадується в «Синхротичній історії» з приводу укладання мирного договору з Пузур-Ашшуром III, правителем Ашшура, що був васалом Мітанні. Угодою було визначено кордон між державами, що мав проходити середньою течією річки Тигр. Ця подія дозволяє дослідникам віднести правління Бурна-Буріаша I до кінця XVI — за різними дослідженнями сталося між 1510 та 1500 роками до н. е. Йому спадкував син Каштіліаш III.